# 胡叔度
胡叔度，中华人民共和国政治人物、外交官。
1981年，接替李连璧担任中华人民共和国驻刚果共和国大使。1983年，由杜易接任。